# Thomas Haden Church
Thomas Haden Church (tên khai sinh: Thomas Richard McMillen, sinh ngày 17 tháng 6 năm 1960) là một diễn viên người Mỹ. Sau khi xuất hiện trong bộ phim sitcom Wings những năm 1990 và đóng vai chính trong hai mùa phim Ned & Stacey (1995–1997), Church được biết đến qua các tác phẩm điện ảnh của mình, bao gồm màn trình diễn nhận đề cử giải Oscar trong Sideways (2004), vai diễn Nhân vật phản diện Sandman của Marvel Comics trong các bộ phim siêu anh hùng Spider-Man 3 (2007) và Spider-Man: No Way Home (2021), và vai diễn Lyle van de Groot trong George of the Jungle (1997). Ông cũng đã ra mắt vai trò đạo diễn với Rolling Kansas (2003).

## Thời thơ ấu
Church sinh ra tại Yolo, California, ông là con trai của Maxine và Carlos "Carl" Richard McMillen (1936–2008).